# 촌선생
《촌선생》(村先生)은 3막으로 이루어진 이광래(李光來, 1908-1968)의 작품이다. 1936년 <동아일보(東亞日報)> 신춘문예 당선작이다. '극예술연구회' 10회 공연했다. 허남실(許南實) 연출이다. 극연(劇硏)의 작가 발굴 작업으로 시험된 창작극이라는 점에서 특기할 만한 이 희곡은 일제의 착취가 심해가던 농촌을 배경으로 자기의 향토(鄕土)를 지키자는 주제를 리얼하게 그린 작품이다.  송해운(宋海雲)이란 촌선생은 강렬한 향토애를 가진 촌로(村老)로 사재(私財)를 털어 야학교(夜學校)를 경영하고 있었다. 이 선생에게는 달훈·달근 두 형제가 있었다. 달훈은 현대교육을 받고 도시여성과 결혼한 후 낭만적인 농촌을 그리는 아내를 데리고 귀향한다. 그러나 그들은 농촌의 비참한 상황을 보고 환멸과 실망을 느낀다. 한편 달근이는 무식하나 농촌의 사정을 정시(正視)할 수 있는 지혜를 가지고 있었다. 가을이 되자 달훈의 결혼빚 때문에 야학교사 양도의 선고를 받는다. 이러한 사정을 비로소 알게 되었던 달훈은 서울에서 올 퇴직금에 큰 기대를 걸었으나 막상 도착한 것은 딸의 편지를 받고 장인이 퇴직금으로 사서 보낸 인삼 등속이었다. 촌노인은 아들의 교육이 헛되었음을 질책하고 그들을 서울로 돌아가도록 명하고 자기는 소를 팔아 도망가려 했던 달근을 데리고 끝까지 향토를 지킬 것을 선언한다.  마지막 장면에서 촌선생의 의지의 표출은 지사(志士)적인 인물에게서 느낄 수 있는 감동을 준다.